# Mistrzostwa Polski w Judo 1959
3. edycja Mistrzostw Polski w judo odbyła się 18 kwietnia 1959 roku w Poznaniu.

## Medaliści  mistrzostw Polski

### mężczyźni
| Konkurencja: | Złoto:                           | Srebro:                                | Brąz:                                        |
| -68 kg       | Piotr Bąbka AZS Kraków           | Bronisław Pietras AZS-AWF Wrocław      | Ro Dza Nam Wybrzeże Gdańsk                   |
| -80 kg       | Ryszard Zieniawa Wybrzeże Gdańsk | Waldemar Kołaczkowski AZS-AWF Warszawa | Andrzej Nowak AZS-AWF Warszawa               |
| +80 kg       | Jerzy Grodek AZS-AWF Warszawa    | Marian Ulfik Wybrzeże Gdańsk           | Zbigniew Walczak AZS Politechnika Warszawska |